# Friedrich Klinckow von Friedenschildt
Friedrich Klinckow von Friedenschildt, auch Friedensschildt oder Klinkow von Friedenschild, (* 1631 in Stralsund als Friedrich Klinckow; † 14. Juni 1685 in Wismar) war ein deutscher Jurist und Diplomat in schwedischen Diensten.

## Leben
Friedrich Klinckow entstammte der Stralsunder Ratsfamilie Klinckow. Er war ein Sohn des späteren Ratsherrn Brand Klinckow (1599–1658) und dessen zweiter Frau Ilsabe († 1669), einer Tochter des Bürgermeisters Heinrich Hagemeister († 1616). 1641 begann er mit dem Studium an der Universität Greifswald und setzte es 1649 an der Universität Königsberg fort. Als Hofmeister begleitete er 1656 junge Adlige an die Universität Tübingen. Er arbeitete ab 1658 zunächst als Kanzlist beim schwedischen Reichsrat Matthias Björnklou und dann bei Harald Appelboom, dem schwedischen Residenten in Den Haag. Beim Vertrag von Oliva war er Sekretär des Reichskanzlers Magnus Gabriel De la Gardie.
1663 wurde er mit Empfehlung des Reichsrates zum Assessor an das Obertribunal Wismar berufen. Obwohl er bisher nicht als Richter tätig war, absolvierte er erfolgreich die Aufnahmeprüfung. Im folgenden Jahr heiratete er die Tochter des Vizepräsidenten David Mevius. Bis an sein Lebensende wurde er im Auftrag der schwedischen Krone auf zahlreiche diplomatische Missionen entsandt. Ab 1671 übernahm er regelmäßig die Vertretung des Vizepräsidenten. Daneben war er auch als Direktor des Wismarer Konsistoriums tätig.
Am 19. August 1682 wurde Friedrich Klinckow mit dem Namen Klinckow von Friedenschildt in den schwedischen Adelsstand erhoben.

## Familie
Friedrich Klinckow war seit November 1664 mit Barbara Mevius verheiratet, der Tochter des Vizepräsidenten am Tribunal David Mevius und der Judit Tancke. Das Paar hatte fünf Töchter und drei Söhne. Mit den Söhnen, die 1699 in sächsischen, holländischen und schwedischen Kriegsdiensten standen, endete das Geschlecht Klinckow von Friedenschild in der männlichen Linie.